# Gx-Wert

GHS-Piktogramm für Gewässergefährdende Stoffe

Der G-Wert bzw. Gx-Wert oder Gx-Wert ist eine in der Ökotoxikologie verwendete Maßzahl für die Giftigkeit von Abwässern. Gx-Werte können an verschiedenen aquatischen Organismen ermittelt werden: so wird der GA-Wert an Algen, der GD-Wert an Daphnien und der GL-Wert an Leuchtbakterien ermittelt; der Test an Fischen (GF-Wert) wurde inzwischen in Deutschland aus Tierschutzgründen durch den Test an Fischeiern bzw. Fischembryonen ersetzt, welcher den GEi-Wert liefert.
Aus dem zu untersuchenden Abwasser werden mehrere Verdünnungsstufen angesetzt und mit dem Testorganismus versetzt. Die Verdünnungsstufe mit der höchsten Konzentration, ab der kein giftiger (toxischer) Effekt auf den betreffenden Organismus beobachtet wird, bildet den Gx-Wert. Ein hoher Gx-Wert bedeutet hohe, ein niedriger Gx-Wert niedrige Giftigkeit des Abwassers. Der niedrigst mögliche Gx-Wert beträgt verfahrensbedingt 1 (Fisch) bzw. 1,25 (Alge, Daphnie) und bedeutet, dass das Abwasser in der unverdünnten Form bzw. geringstmöglichen Verdünnungsstufe keinen Effekt bei dem betreffenden Organismus hervorruft. Die Durchführung der Tests ist in diversen genormten Arbeitsvorschriften (z. B. Deutsche Einheitsverfahren, DEV) festgelegt.